# Nannoparce
Nannoparce este un gen de molii din familia Sphingidae. 

## Specii
- Nannoparce balsa - Schaus 1932
- Nannoparce poeyi - (Grote 1865)